# Twintiger
Een twintiger (soms ook twen) is een persoon die twintig tot en met negenentwintig jaar oud is.
Het woord "twen" is afgeleid van het Engelse woord "twenty" (twintig). In deze leeftijd beëindigen velen hun beroepsopleiding of hun studie en beginnen te werken. Na het bereiken van de seksuele en lichamelijke volwassenheid tijdens de tienerjaren, bereikt de twintiger nu ook door de stabilisering van het karakter emotionele volwassenheid en door het verwerven van een baan ook financiële zelfstandigheid. Meestal woont men op kamers of in kleine huurappartmenten daar een studentenuitkering of starterssalaris vaak onvoldoende is om een woning te kopen of ruimer te huren. Waar liefdesrelaties in de tienertijd nog weinig stabiel zijn, vinden veel twintigers een vaste partner met wie een duurzame relatie wordt opgebouwd. Veel twintigers gaan samenwonen of trouwen en beginnen in een later stadium ook aan kinderen hoewel dit soms door de kosten die ermee gepaard gaan nog op zich laat wachten.
Er bestaat een zogenaamde "Twennie-mode". Verder bestaat er de uitspraak "Tieners & Twenners". Twintigers worden in de context van de huizen- en arbeidsmarkt ook wel aangeduid als starters omdat ze tot deze markten toetreden, leidend tot termen als'starterswoning' en 'starterssalaris'.